# ترندافیل استویچف
ترندافیل استویچف (بلغاری: Трендафил Стойчев؛ زادهٔ ۱۸ ژوئیهٔ ۱۹۵۳) وزنه‌بردار اهل بلغارستان بود.